# Jean-Robert Argand
Jean-Robert Argand (Genf, 1768. július 18. – Párizs, 1822. augusztus 13.) amatőr matematikus. (Főállásban egy párizsi könyvesbolt vezetője.) 1806-ban elsőként adott teljes bizonyítást az algebra alaptételére. Ugyanekkor publikált egy ötletet a komplex számok geometriai értelmezésére, amit Argand-diagramnak hívnak.